# Bầu cử Hoa Kỳ 2012
Bầu cử Hoa Kỳ 2012 là cuộc bầu cử toàn quốc Hoa Kỳ diễn ra vào thứ ba, ngày 6 tháng 11 năm 2012. Cuộc bầu cử này gồm có nhiều cuộc bầu cử địa phương thay vì chỉ có 1 cuộc bầu cử toàn quốc. Trong cuộc bầu cử này gồm có cuộc bầu cử tổng thống, quốc hội, và địa phương. Trong Quốc hội, toàn bộ 435 ghế trong Hạ nghị viện đều được bầu cho khóa 113, và 33 trong 100 ghế của Thượng nghị viện cũng được bầu lại. Tại cấp địa phương, 13 trong 50 thống đốc tiểu bang cũng được bầu. Thêm vào đó, vô số chức vụ địa phương khác và nhiều cuộc trưng cầu dân ý cũng được đưa vào lá phiếu.

## Tổng thống

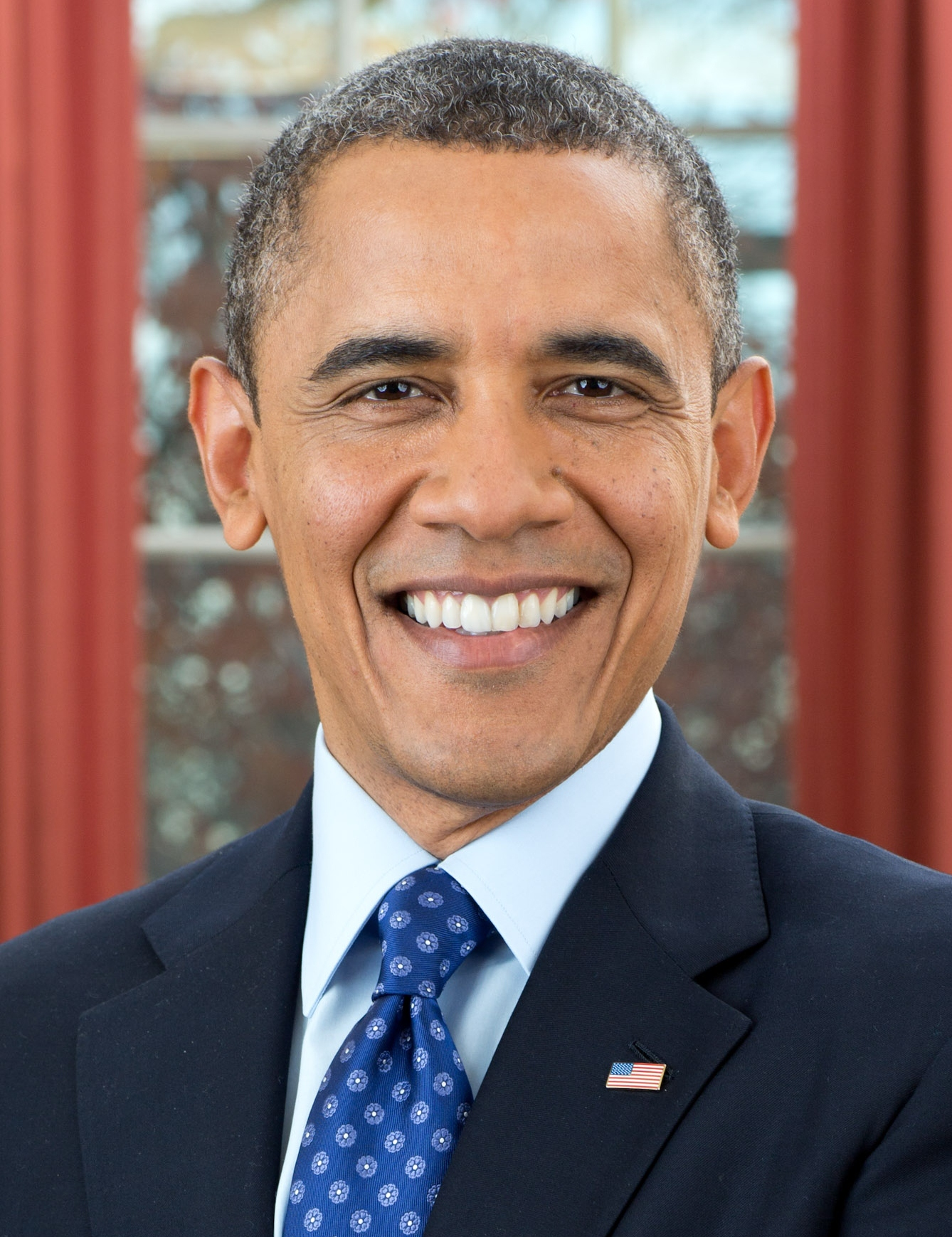
Ứng cử viên Dân chủ Barack Obama

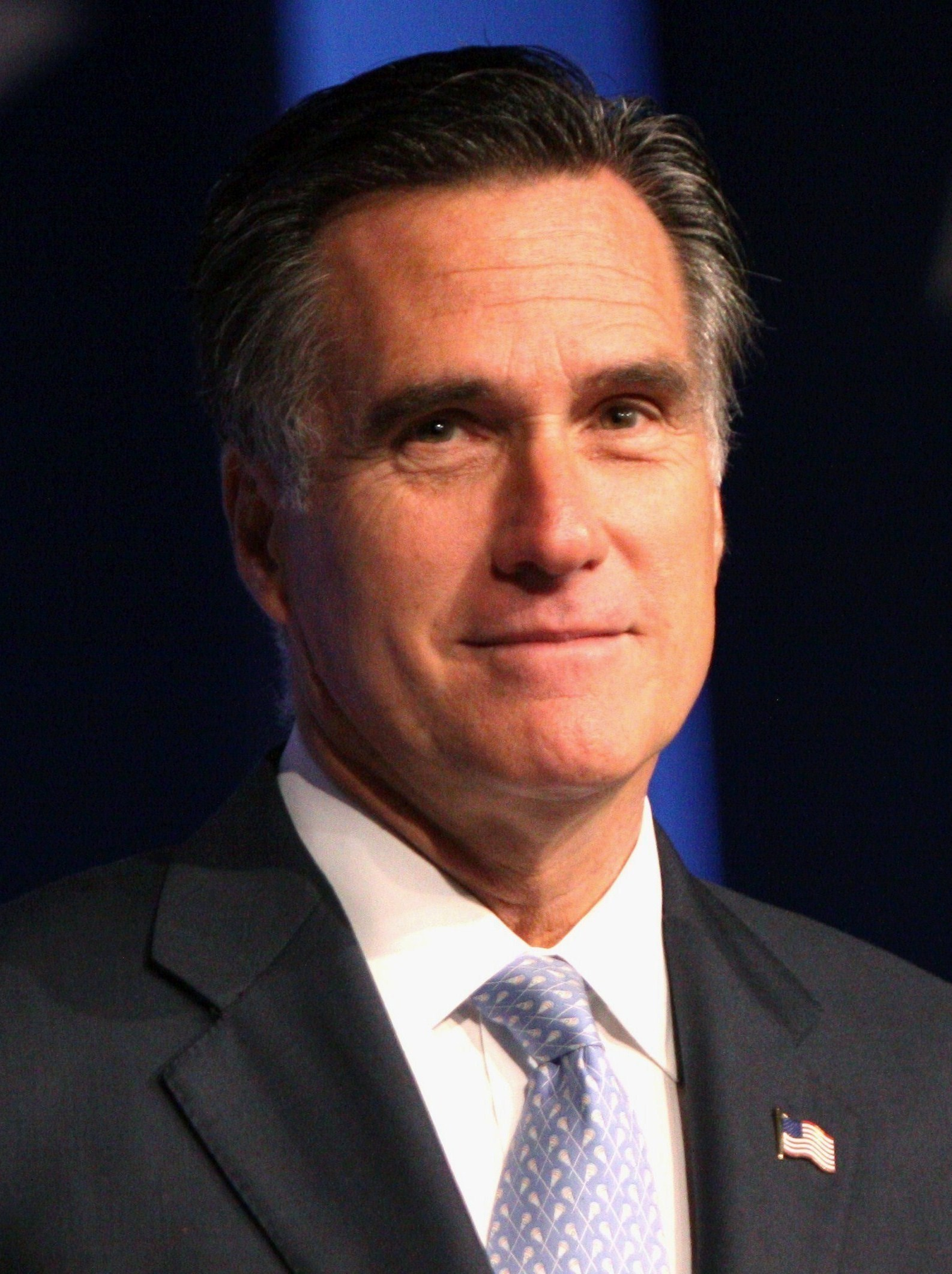
Ứng cử viên Cộng hòa Mitt Romney

Tổng thống đương nhiệm Barack Obama, người đang ứng cử cho nhiệm kỳ thứ 2 và cuối cùng của mình, là ứng cử viên chính thức của Đảng Dân chủ. Đối thủ chính của ông là cựu Thống đốc tiểu bang Massachusetts Mitt Romney, ứng cử viên của Đảng Cộng hòa. Hai ứng cử viên khác cũng hiện diện trên đủ lá phiếu để có cơ hội giành đa số phiếu đại cử tri đoàn để thắng cử trên lý thuyết: cựu Thống đốc tiểu bang New Mexico Gary Johnson, ứng cử viên của Đảng Tự do; và Jill Stein, ứng cử viên của Đảng Xanh. Virgil Goode, ứng cử viên Đảng Lập hiến, và Rocky Anderson, ứng cử viên Đảng Công lý hiện diện trên đủ lá phiếu nếu tính luôn các phiếu cho phép tự điền tên.
Đây là cuộc bầu cử tổng thống đầu tiên kể từ cuộc Điều tra dân số năm 2010 đã thay đổi phân chia số phiếu cho Đại cử tri đoàn.

## Quốc hội

### Thượng nghị viện

Thành phần Thượng viện trước bầu cử
2 Dân chủ
1 Dân chủ, 1 Cộng hòa
2 Cộng hòa
1 Dân chủ, 1 Độc lập

Những tiểu bang có bầu cử
TNS Dân chủ đang tại chức
TNS Dân chủ về hưu
TNS Độc lập đang tại chức
TNS Độc lập đang về hưu
TNS Cộng hòa đang tại chức
TNS Cộng hòa về hưu hay không được đề cử

Theo Hiến pháp, cứ mỗi 2 năm thì 1/3 trong số ghế thượng nghị sĩ được bầu vào nhiệm kỳ 6 năm. Năm 2012, 33 thượng nghị sĩ thuộc "Khối 1" được bầu, với nhiệm kỳ bắt đầu từ ngày 3 tháng 1 năm 2013 và kết thúc vào ngày 3 tháng 1 năm 2019. Thêm vào đó, các ghế trống trong Quốc hội khóa 112 cũng được đưa ra bầu (hiện nay chưa có ghế trống nào). Hiện nay, Đảng Dân chủ được dự kiến sẽ có 21 ghế được đưa ra bầu, cộng thêm hai ghế độc lập theo phe Dân chủ, trong khi Đảng Cộng hòa chỉ có 10 ghế được đưa ra bầu. Trước cuộc bầu cử, Thượng nghị viện gồm có 47 Thượng nghị sĩ là thành viên đảng Cộng Hòa, 51 thành viên đảng Dân chủ, và 2 thành viên độc lập.

### Hạ nghị viện

Thành phần Hạ viện trước tuyển cử
Ghế trống
Dân biểu Dân chủ tại vị
Hai dân biểu Dân chủ tại vị
Một Dân biểu Cộng hòa và một dân biểu Dân chủ tại vị
Dân biểu Cộng hòa tại vị
Hai dân biểu Cộng hòa tại vị

Tất cả 435 ghế dân biểu đều được bầu cho cuộc bầu cử này. Vì đây là cuộc bầu cử đầu tiên sau cuộc phân chia khu vực bầu cử, một số khu bầu cử có nhiều hơn một người tại vị.
Trước cuộc tổng tuyển cử, Hạ nghị viện gồm có 190 ghế đảng Dân chủ và 240 ghế đảng Cộng hòa. Hiện đang có 5 ghế trống.
| Đảng    | Đảng      | Ghế  | Ghế  | Ghế | Ghế  | Phiếu phổ thông | Phiếu phổ thông | Phiếu phổ thông |
| Đảng    | Đảng      | 2010 | 2012 | +/− | %    | Số phiếu        | %               | +/−             |
| ------- | --------- | ---- | ---- | --- | ---- | --------------- | --------------- | --------------- |
|         | Dân chủ   | 193  | -    | -   | -    |                 |                 |                 |
|         | Cộng hòa  | 242  | -    | -   | -    |                 |                 |                 |
|         | Độc lập   | 0    | -    | -   | -    |                 |                 |                 |
|         | Đảng khác | 0    | -    | -   | -    |                 |                 |                 |
| Tổng số | Tổng số   | 435  | -    | 0   | 100% |                 |                 | 0               |

## Tiểu bang

### Thống đốc
Có 11 ghế thống đốc tiểu bang, cùng với ghế thống đốc lãnh thổ Samoa thuộc Mỹ và Puerto Rico được đưa ra bầu. Trong các thống đốc, có 3 người (Mitch Daniels của Indiana, Brian Schweitzer của Montana, và Togiola Tulafono của Samoa thuộc Mỹ) đang ở nhiệm kỳ tối đa và không thể tái ứng cử. Thêm vào đó, Scott Walker của Wisconsin đã thắng 1 cuộc bầu cử bãi nhiệm vào ngày 5 tháng 6.

### Trưng cầu dân ý
Nhiều tiểu bang và lãnh thổ có đưa ra một số trưng cầu dân ý, trong đó có:
- Puerto Rico: trưng cầu dân ý về địa vị của lãnh thổ này: tiếp tục tình trạng hiện nay hay trở thành 1 tiểu bang, nước độc lập, hay 1 nước độc lập liên kết với Hoa Kỳ.  Kết quả cho thấy 53,7% cử tri Puerto Rico muốn đổi địa vị, và 62,2% muốn trở thành tiểu bang[7].
- Cử tri Colorado và Washington hợp pháp hóa cần sa, trong khi cử tri Oregon không hợp pháp hóa[8].
- Cử tri Maine, Maryland, và Washington hợp pháp hóa hôn nhân đồng tính[9][10].

## Bầu cử địa phương
Có nhiều chức vụ và trưng cầu dân ý cấp địa phương được đưa ra bầu, trong đó có:
- Ông Tạ Đức Trí trở thành người Mỹ gốc Việt đầu tiên được bầu làm thị trưởng 1 thành phố Hoa Kỳ khi ông thắng cử thành phố Westminster, California, nơi được xem là trung tâm của người Mỹ gốc Việt.[11]